# كنيس ربي شالوم الزاوي
كنيس ربي شالوم الزاوي هو كنيس يقع في ملاح الرباط، المغرب.
يقع الكنيس قرب باب الديوانة، بمحاذاة السور الأندسي للمدينة، و قد تمت تسميته على اسم الحاخام شالوم الزاوي (الذي ولد حوالي عام 1839 وتوفي حوالي عام 1918) ، و الذي كلن يحظى باحترام كبير من المجتمع اليهودي بالرباط. و قد كان الكنيس مقرا لسكنى الحاخام.

## المبنى
يتم الولوج إلى الكنيس عبر فناء مطلي باللون الأحمر الفاتح، و يعكس معماره الطراز المغاربي، حيث تميزه الأشكال ثلاثية الفصوص على النوافذ والمصابيح المشابهة للمصابيح في المساجد.

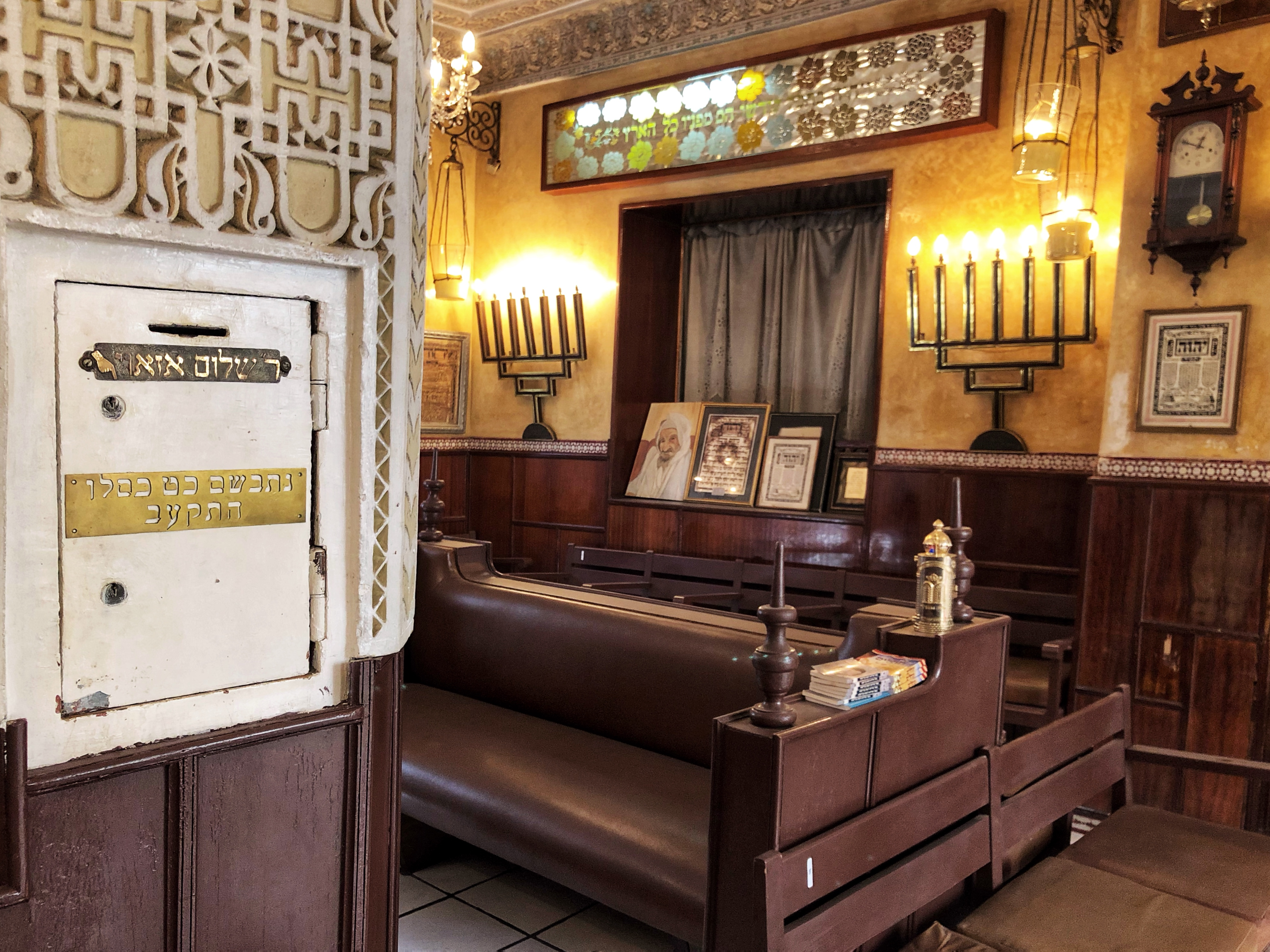
صورة داخلية لكنيس ربي شالوم الزاوي
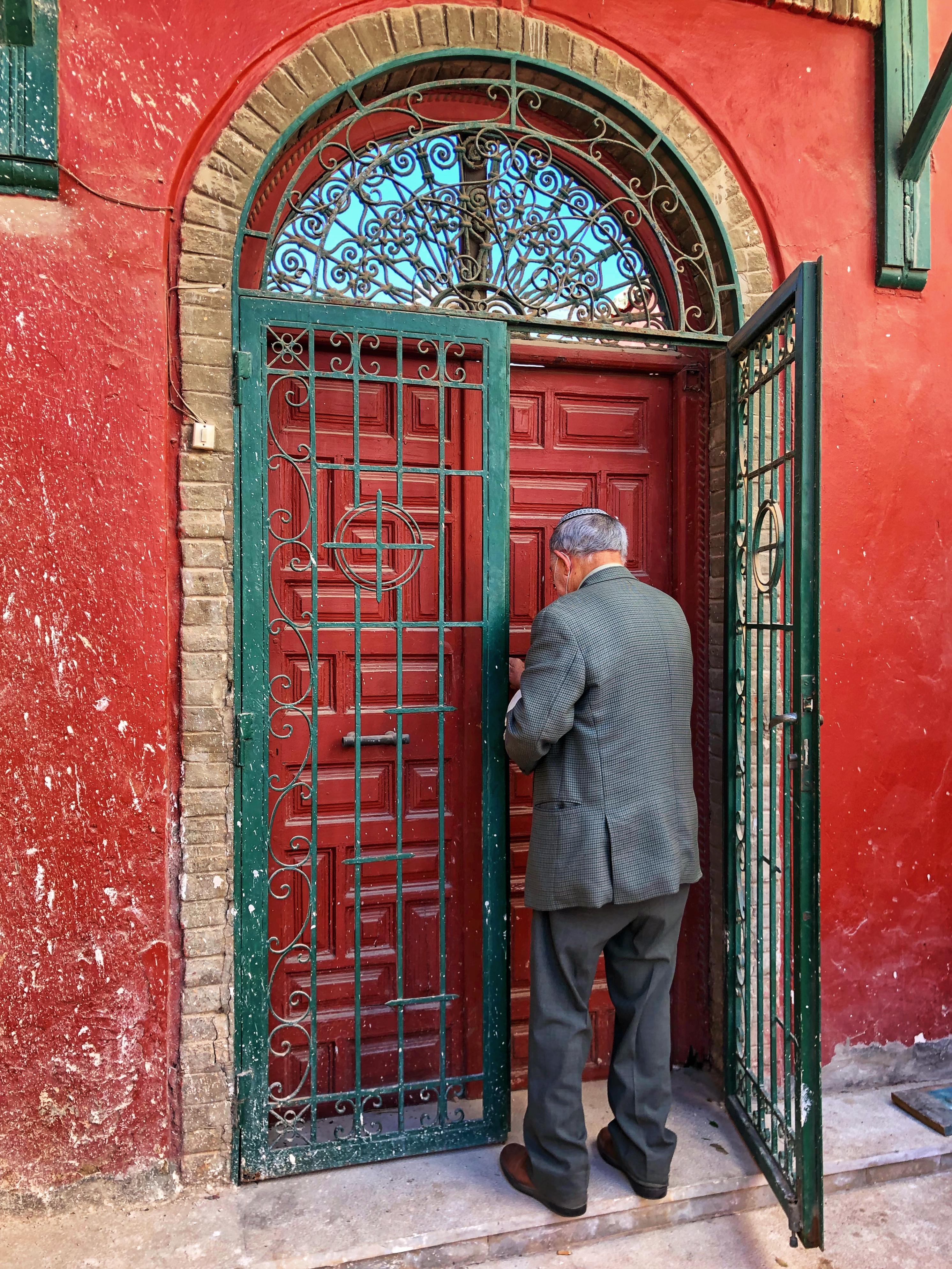
الرابين مناحيم الدهان في مدخل الكنيس
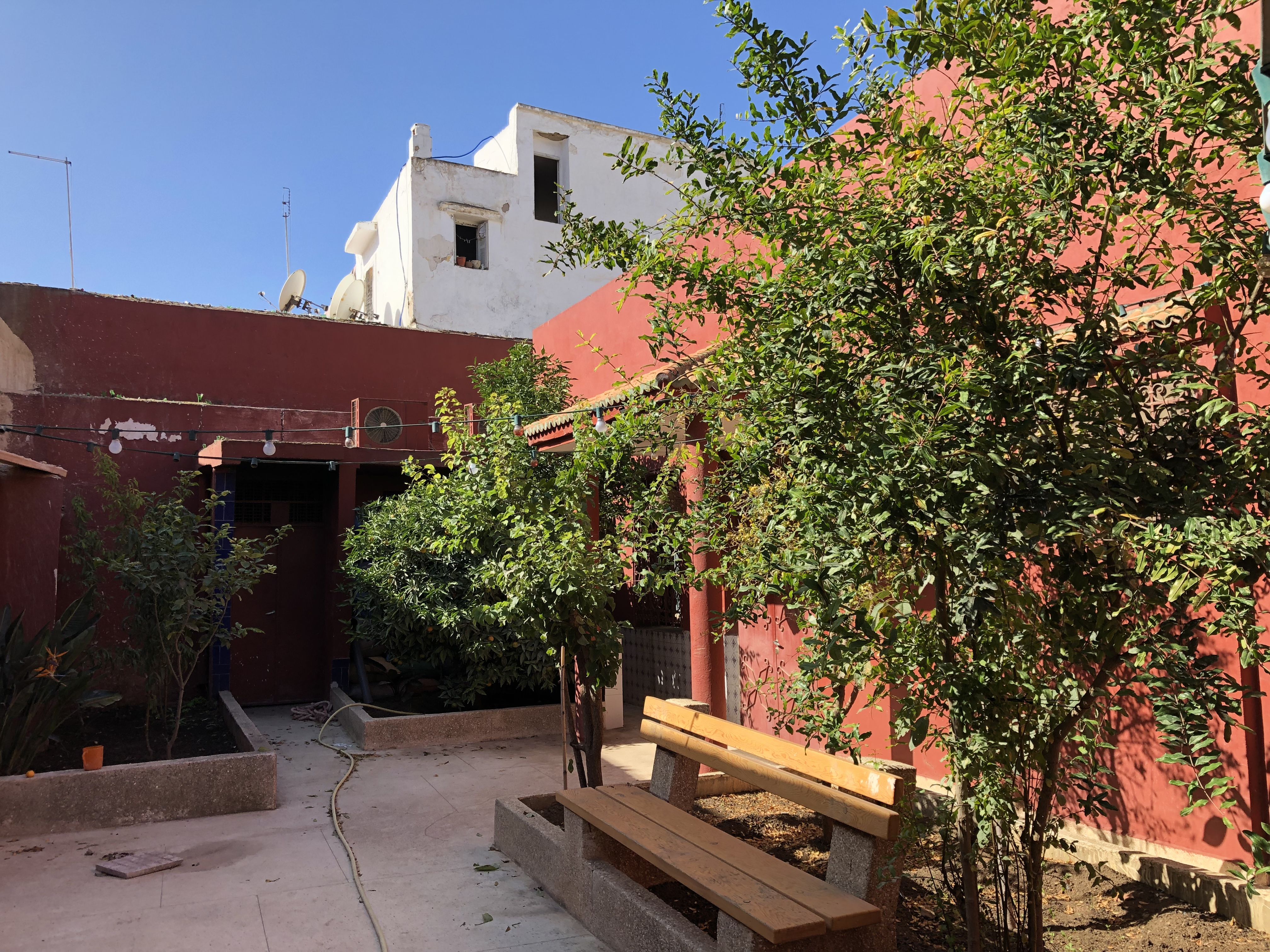
فناء الكنيس
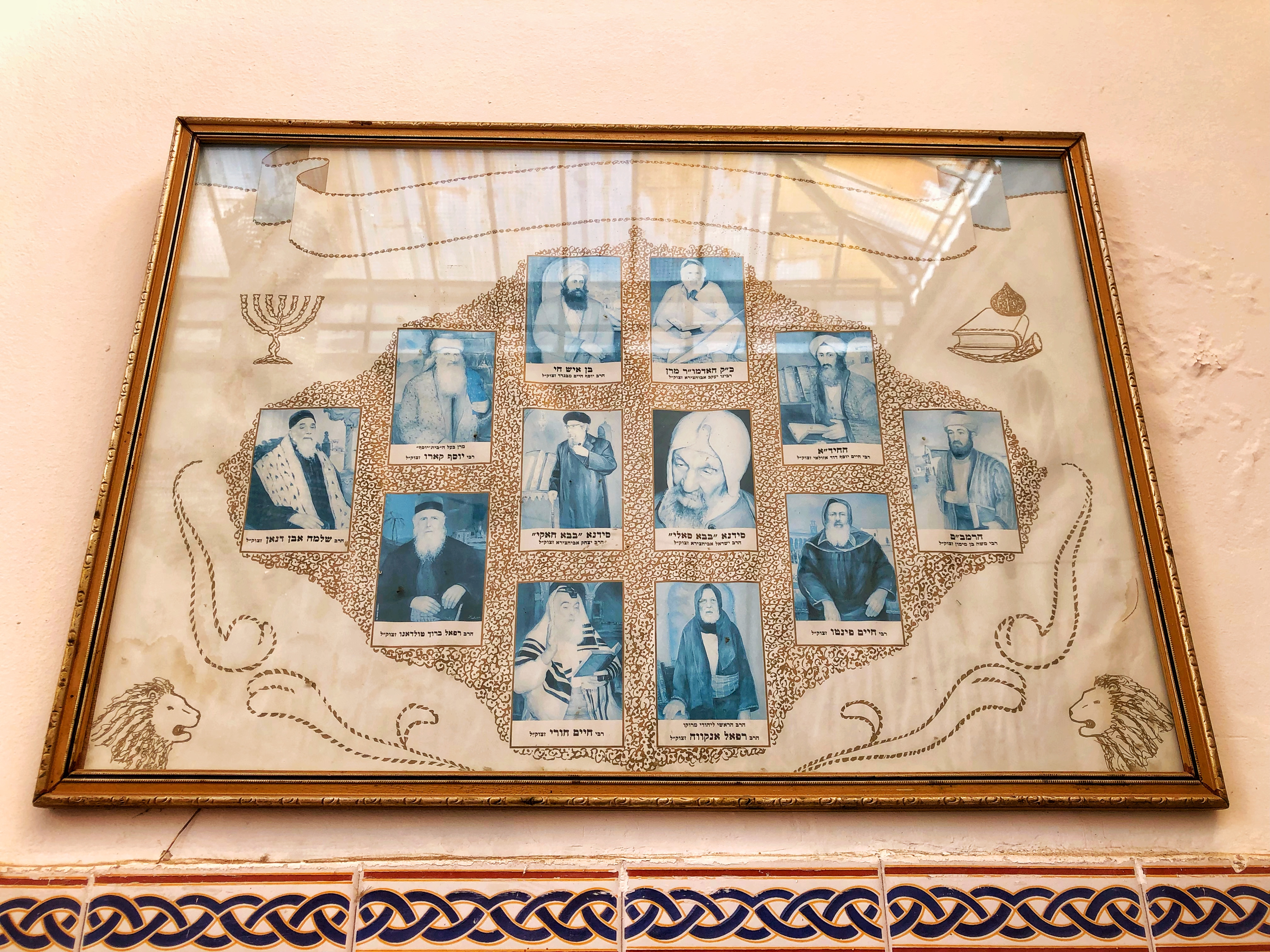
صور ربيين في داخل الكنيس